# Aulacizes obsoleta
Aulacizes obsoleta är en insektsart som beskrevs av Melichar 1926. Aulacizes obsoleta ingår i släktet Aulacizes och familjen dvärgstritar. Inga underarter finns listade i Catalogue of Life.